# Montreal World Film Festival

Logo des Festivals

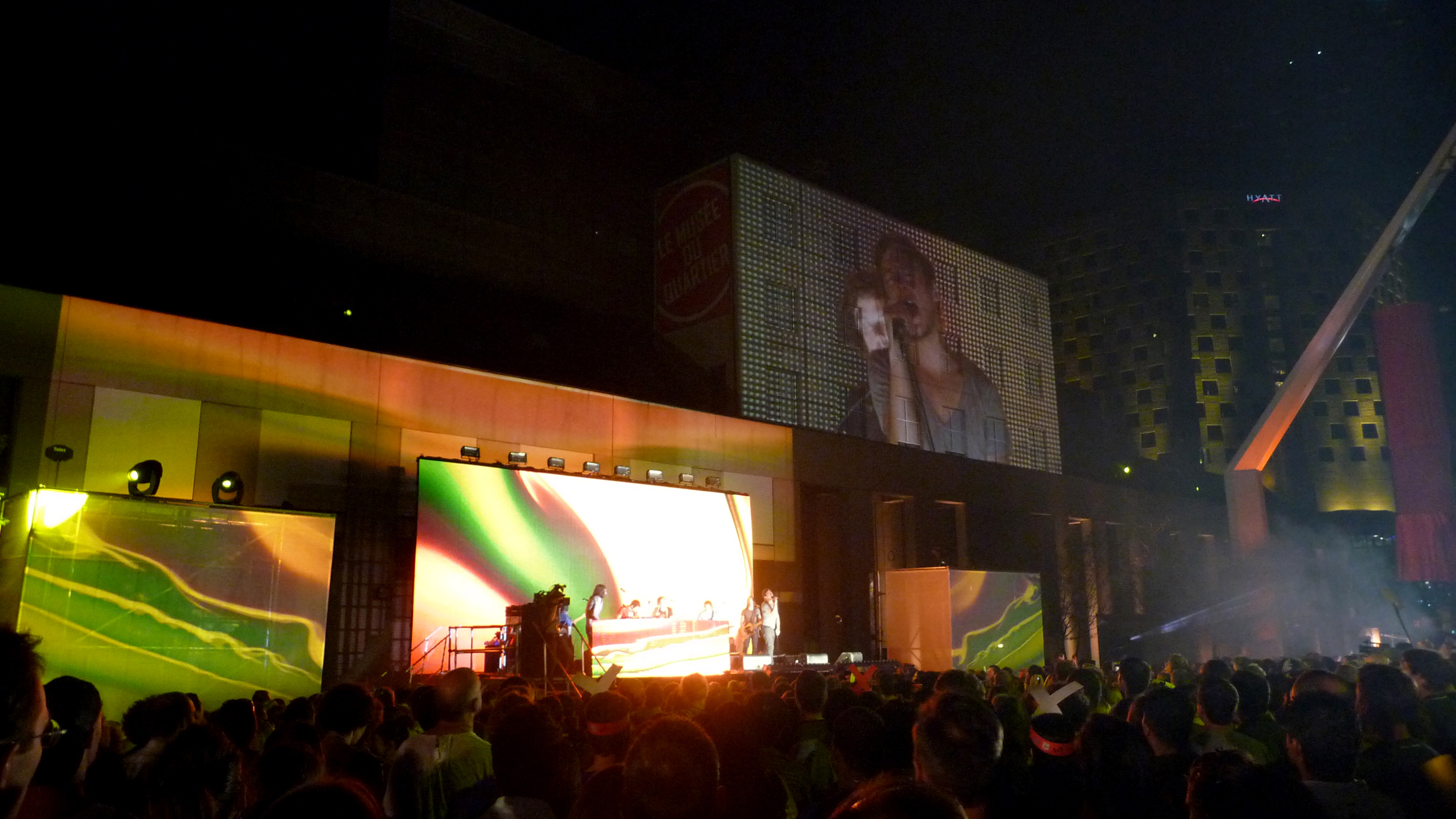
Eröffnung der Place de festivals in Montréal im September 2009. Hier findet seit 2010 die Sektion Cinema Under the Stars statt.

Das World Film Festival (französisch Le festival des films du monde) war ein von 1977 bis 2018 jährlich stattfindendes internationales Filmfestival in Montreal.

## Geschichte
Das erste Festival fand 1977 statt und wurde von Ingrid Bergman eröffnet. Seitdem wurde es jedes Jahr veranstaltet und war das einzige Filmfestival mit Wettbewerb in Nordamerika, das beim internationalen Filmproduzentenverband FIAPF akkreditiert ist. Festivalzentrum war ab 1995 das Centre Cinéma Impérial, das 1913 als Theater erbaut wurde und seit 1934 als Kino genutzt wird.
2005 gab es Konflikte mit Spectra, einem neuen internationalen Filmfestival in Montréal, und außerdem Kontroversen über den Film Karla, der die in Serienmorde verwickelte Karla Homolka porträtiert und nach Druck von Sponsoren schließlich aus dem Programm genommen wurde.

## Sektionen
Das World Film Festival hatte folgende Sektionen:
- internationaler Wettbewerb (Hauptpreis: Grand Prix of the Americas)
- internationaler Wettbewerb für Erstfilme (Hauptpreis: Golden Zenith)
- „Hors Concours“ (außerhalb des Wettbewerbs)
- Weltkino (alle Kontinente)
- internationale Dokumentarfilme
- Tributes
- „Cinema Under the Stars“
- Canadian Student Film Festival

Zusätzlich wurde das Festival von Symposien begleitet und hatte einen großen Filmmarkt.

## Grand Prix of the Americas
Der Grand Prix of the Americas (französisch Grand Prix des Amériques) war der Hauptpreis des internationalen Wettbewerbs. Er wurde ab 1978 vergeben.
| Jahr | Filmtitel (Regie)                                                                | Land                                                 | Jurypräsident/in         |
| ---- | -------------------------------------------------------------------------------- | ---------------------------------------------------- | ------------------------ |
| 1978 | Ligabue (Salvatore Nocita)                                                       | Italien                                              | Alain Delon              |
| 1979 | 1 + 1 = 3 (Heidi Genée)                                                          | Deutschland                                          | Sergio Leone             |
| 1980 | Der lange Tod des Stuntman Cameron (Richard Rush) Fontamara (Carlo Lizzani)      | USA Italien                                          | Bruno Barreto            |
| 1981 | Die Erwählten (The Chosen) (Jeremy Paul Kagan)                                   | USA                                                  | Gina Lollobrigida        |
| 1982 | Brimstone and Treacle (Richard Loncraine) Time for Revenge (Adolfo Aristarain)   | Großbritannien Argentinien                           | Marie-José Nat           |
| 1983 | The Go Masters (Junya Sato, Duan Jishun)                                         | China, Japan                                         | Marie-Christine Barrault |
| 1984 | El Norte (Gregory Nava)                                                          | USA                                                  | Márta Mészáros           |
| 1985 | Padre Nuestro (Francisco Regueiro)                                               | Spanien                                              | Ivan Passer              |
| 1986 | Betty Blue (Jean-Jacques Beineix)                                                | Frankreich                                           | Claude Miller            |
| 1987 | Kenny (Claude Gagnon)                                                            | Kanada, USA, Japan                                   | Jean Beaudin             |
| 1988 | Die Vorleserin (Michel Deville)                                                  | Frankreich                                           | Susan Anspach            |
| 1989 | Freiheit ist ein Paradies (Sergei Bodrow)                                        | Sowjetunion                                          | Leslie Caron             |
| 1990 | Der Himmel über Lima (Francisco José Lombardi)                                   | Peru, Spanien                                        | Shabana Azmi             |
| 1991 | Salmonberries (Percy Adlon)                                                      | Deutschland                                          | Charles Champlin         |
| 1992 | El lado oscuro del corazón (Eliseo Subiela)                                      | Argentinien, Kanada                                  | kein/e                   |
| 1993 | Trahir (Radu Mihăileanu)                                                         | Rumänien, Frankreich                                 | Ben Kingsley             |
| 1994 | Die letzte Kriegerin (Lee Tamahori)                                              | Neuseeland                                           | Carole Bouquet           |
| 1995 | Georgia (Ulu Grosbard)                                                           | Frankreich, USA                                      | kein/e                   |
| 1996 | Der kleine Unterschied (Richard Spence)                                          | Großbritannien                                       | Jeanne Moreau            |
| 1997 | Kinder des Himmels (Majid Majidi)                                                | Iran                                                 | Jacqueline Bisset        |
| 1998 | The Quarry (Marion Hänsel) Vollmond (Fredi M. Murer)                             | Belgien, Frankreich Schweiz, Deutschland, Frankreich | Monique Mercure          |
| 1999 | Die Farben des Paradieses (Majid Majidi)                                         | Iran                                                 | Bibi Andersson           |
| 2000 | Lust auf Anderes (Agnès Jaoui) Innocence – Erste Liebe, zweite Chance (Paul Cox) | Frankreich Australien                                | Abbas Kiarostami         |
| 2001 | Baran (Majid Majidi) Torzok (Arpad Sopsits)                                      | Iran Ungarn                                          | Emmanuelle Béart         |
| 2002 | Der schönste Tag in meinem Leben (Cristina Comencini)                            | Italien                                              | Majid Majidi             |
| 2003 | Kordon (Goran Marković)                                                          | Serbien und Montenegro                               | kein/e                   |
| 2004 | Die syrische Braut (Eran Riklis)                                                 | Israel, Frankreich, Deutschland                      | Claude Zidi              |
| 2005 | Off Screen (Pieter Kuijpers)                                                     | Niederlande, Belgien                                 | Theo Angelopoulos        |
| 2006 | Nagai Sanpo (Eiji Okuda) O maior amor do mundo (Carlos Diegues)                  | Japan Brasilien                                      | Kathy Bates              |
| 2007 | Ben X (Nic Balthazar) Ein Geheimnis (Claude Miller)                              | Belgien Frankreich                                   | James B. Harris          |
| 2008 | Nokan – Die Kunst des Ausklangs (Yōjirō Takita)                                  | Japan                                                | Mark Rydell              |
| 2009 | Korkoro (Tony Gatlif)                                                            | Frankreich                                           | Jafar Panahi             |
| 2010 | Adem (Hans Van Nuffel)                                                           | Belgien                                              | Bille August             |
| 2011 | Hasta la vista (Geoffrey Enthoven)                                               | Belgien                                              | Vicente Aranda           |
| 2012 | Ateşin düştüğü yer (İsmail Güneş)                                                | Türkei                                               | Greta Scacchi            |
| 2013 | In meinem Kopf ein Universum (Maciej Pieprzyca)                                  | Polen                                                | Jiří Menzel              |
| 2014 | Obediencia perfecta (Luis Urquiza)                                               | Mexiko                                               | Sergio Castellitto       |
| 2015 | Fou d’amour (Philippe Ramos)                                                     | Frankreich                                           | Dany Laferrière          |
| 2016 | The Constitution (Rajko Grlic)                                                   | Kroatien, Slowenien, Tschechien, Makedonien          | Pierre-Henri Deleau      |
| 2017 | Y de pronto el amanecer (Silvio Caiozzi)                                         | Chile                                                | Mariangiola Castrovilli  |
| 2018 | Curtiz (Tamás Yvan Topolánszky)                                                  | Ungarn                                               |                          |